# Джефрі Вілкінсон
Дже́фрі Ві́лкінсон (англ. Sir Geoffrey Wilkinson; 14 липня 1921, Тодморден, Йоркшир — 26 вересня 1996, Лондон) — англійський хімік, член Лондонського королівського товариства (1965), лауреат Нобелівської премії з хімії за 1973 (спільно з Е. О. Фішером).

## Біографія
Англійський хімік Джефрі Вілкінсон народився в сім'ї Генрі Вілкінсона, спеціаліста з оздоблення будинків і декоратора, і Рут Вілкінсон, що походила з родини фермерів і ткачів. У нього, старшого з трьох дітей подружжя Вілкінсон, рано з'явився інтерес до хімії. Частково цьому сприяло те, що Вілкінсон час від часу навідувався до свого дядька з боку матері, в невелику хімічну компанію, власником якої той був. Вілкінсон навчався в початковій школі, розташованій поряд з його будинком, а в 1932 р. виграв стипендію, яка надається графством для навчання в тодморденській приватній середній школі, де майбутній вчений виділявся своїми успіхами в області хімії. У 1939 р. він закінчив цю школу і отримав Королівську стипендію для навчання в Імперському коледжі науки і техніки Лондонського університету.
Після закінчення Імперського коледжу Вілкінсон залишився там для проведення досліджень з військових замовлень. Пропрацювавши короткий час з Х. В. Е. Бріскоу, він виїхав з Англії до Канади, де вступив в Державну науково-дослідну раду Канади молодшим науковим співробітником канадського відділення Проекту зі створення атомної бомби. Тут він залишався до 1946 р., коли, отримавши від Імперського коледжу науки і техніки докторську стипендію, став хіміком-ядерником у радіаційній лабораторії Лоуренса Каліфорнійського університету в Берклі, яку в той час очолював Глен Т. Сіборг: Вілкінсон мріяв про роботу з потужними циклотронами, сконструйованими під час другої світової війни.
Вілкінсон працював в Берклі до 1950 р. За цей час його інтереси перемістилися з області ядерної хімії в сферу неорганічної хімії, і він перейшов у Массачусетський технологічний інститут у Кембриджі, де як дослідник приступив до вивчення металів перехідного ряду (елементів, в атомах яких внутрішня електронна орбіталь залишається не до кінця заповненої і які мають властивості як металів, так і неметалів, з переважанням перших). Ставши на наступний рік асистент-професором у Гарвардському університеті, Вілкінсон продовжував займатися цими дослідженнями протягом наступних чотирьох років.
У 1977 р. Вілкінсон був лектором університету в Новому Південному Уелсі, в Австралії, а в 1983 році — лектором Італійського та Королівського хімічного товариства. Вчений — автор більш ніж 400 наукових статей.

## Наукова діяльність

Фероцен — структурна формула

Найзначніша з здійснених вченим робіт була розпочата в Гарварді, коли він зосередив свою увагу на проблемі, пов'язану з фероценом — незвичайною сполукою, відкритою 1951 року хіміками Томасом Дж. Кілі і П. Л. Посоном. Фероцен являє собою структуру з двох п'ятикутних кілець, що складаються з атомів водню й вуглецю, з'єднаних з одним атомом заліза. Відповідно до теорій, що панували тоді вважалося, що молекули такого виду повинні бути надзвичайно нестабільними. Насправді ж фероцен виявляв значну хімічну і термічну стійкість. Прагнучи знайти пояснення цим його особливостям і розширити знання про будову сполук перехідних металів з органічними молекулами, Вілкінсон зайнявся ретельним вивченням структури фероцену.
Застосувавши незадовго до цього розроблений метод спектроскопії ядерного магнітного резонансу, Вілкінсон у співпраці з Р. Б. Вудвордом зробив важливе відкриття. Якщо Кілі і Паусон вважали, що циклопентадієнільні кільця фероцену лежать поряд один з одним і з'єднані одним-єдиним, відносно слабким зв'язком з атомом заліза, то Вілкінсон, навпаки, припустив, що ці два кільця утворюють листкову, схожу на сандвіч структуру з атомом заліза між ними. Таким чином, згідно з його моделлю, центральний атом металу зв'язаний з кожним з п'яти атомів вуглецю у верхньому і нижньому кільцях. Таким незвичайним розташуванням і пояснюється дивовижна стабільність молекули. Завдяки цьому відкриттю був встановлений новий клас сполук.
Вїлкинсон і його студенти в Гарвардському університеті продовжували синтезувати всі нові «Сандвічеві» сполуки, включаючи ті, в яких присутні карбонільні і нітрозільні групи. Незабаром після цього Вілкінсон отримав «Сандвічеві» сполуки, які характеризувалися прямими хімічними зв'язками між ренієм і воднем, що в той час являло значний інтерес для хіміків. Подальше вивчення вченим здатності перехідних металів до утворення хімічних зв'язків допомогло знову пробудити інтерес до металоорганічної хімії.
Протягом дев'яти місяців Вілкінсон продовжував дослідження фероцену та інших «Сандвічевих» сполук у лабораторії хіміка Нільса Йанніксена Б'єрума в Копенгагені. Така можливість виникла вченому завдяки отриманої їм стипендії Гуггенхейма. У грудні 1955 Вілкінсон повернувся до Лондона, обійнявши посаду професора неорганічної хімії в Імперському коледжі науки і техніки Лондонського університету. У той час ця була єдина кафедра неорганічної хімії, заснована в Сполученому Королівстві. Тут Вілкінсон продовжив вивчення перехідних металів, зосередивши увагу на таких металах, як рутеній, родій та реній.

## Нагороди
1973 року Вілкінсону спільно з Ернстом Фішером була присуджена Нобелівська премія з хімії «за новаторську, виконану незалежно один від одного роботу в області хімії металоорганічних, так званих Сандвічевих, сполук». У своїй вступній промові від імені Шведської королівської академії наук Інгвар Ліндквіст сказав: "Явища, на які Вілкінсон і Фішер звернули увагу, могли бачити все хіміки світу. Проте їх адекватна інтерпретація не з'являлася до тих пір, поки ці два вчених не прийшли до висновку, що певні сполуки не можуть бути зрозумілі без висунення нової концепції. Вона отримала назву концепції «Сандвічеві» сполуки. У своїй Нобелівській лекції Вілкінсон описав той тривалий процес, який привів його і тих, хто займався дослідженням цієї проблеми, до відкриття.
Робота, за яку Вілкінсон і Фішер отримали Нобелівську премію, стимулювала проведення досліджень в раніше невідомих, високопродуктивних напрямках неорганічної, органічної і теоретичної хімії. Вона також заклала основи для розробки каталізаторів, що застосовуються при виробництві нових, високоміцних пластмас, лікарських препаратів (наприклад, для лікування хвороби Паркінсона) і низькосортного палива.
Вілкінсон, крім Нобелівської премії, був удостоєний багатьох нагород. Серед них: медаль Лавуазьє Французького хімічного товариства (1959), Королівська медаль Лондонського королівського товариства (1981) і медаль Галілея Пізанського університету (1983). Вчений — член Лондонського королівського товариства, іноземний член Американської академії наук і мистецтв, а також Данської королівської академії наук.

## Родина
1952 року Вілкінсон одружився з Ліз Селвер Шоу, дочкою колишнього ректора Данської вищої фармацевтичної школи. У них народилися дві дочки. Про Вілкінсона згадують як про людину сердечну та дотепну, великого оптиміста.